# 巴岱
巴岱（1930年6月5日—2022年3月26日），曾名浩·巴岱，笔名洪因尔奇，蒙古族，新疆和靖县人。中华人民共和国政治人物、作家、诗人。中国共产党第十三、十四届全国代表大会代表。第三、四、五、六届全国人大代表、第六届全国人大民委副主任；第七届全国政协委员，第八届全国政协常委，第九届全国政协宗教委员会委员。

## 生平
1953年，任新民主主义青年团和静县委副书记。1953年7月1日，加入中国共产党。1954年后，历任新民主主义青年团巴音郭楞蒙古自治州州委副书记、书记；巴音郭楞蒙古自治州党委组织部副部长、部长。1963年，选为巴音郭楞蒙古自治州州长、州党委副书记。1977年起，历任新疆维吾尔自治区革命委员会副主任、新疆维吾尔自治区人民政府副主席。1984年后，历任中共新疆维吾尔自治区党委常委、政法委书记。1988年至1993年，出任新疆维吾尔自治区第六届政协主席。
2004年6月退休。2022年3月26日13时52分在乌鲁木齐逝世，享年92岁。

## 著作
- 《浩·巴岱文集》[4]